# Tibério Júlio Cândido Capitão
Tibério Júlio Cândido Capitão (em latim: Tiberius Iulius Candidus Capito) foi um senador romano nomeado cônsul sufecto no final do primeiro semestre de 122 com Lúcio Vitrásio Flaminino. Aparentemente era filho de Tibério Júlio Cândido Mário Celso, cônsul em 105, e irmão de Tibério Júlio Cândido Cecílio Simplex. Entre 105 e 120, participou das cerimônias dos irmãos arvais.